# جوناتاس غونكالفيس سيلفا
جوناتاس غونكالفيس سيلفا (بالبرتغالية: Jônatas Gonçalves Silva‏) المعروف بتاتا (من مواليد 29 يوليو 1986) لاعب كرة قدم برازيلي.

## مسيرة اللاعب
و لعب سابقا لنادي الأنصار السعودي ونادي عجمان ونادي الذيد ونادي الخريطيات.